# Kocaeli (district)
Kocaeli is een Turks district in de provincie Kocaeli en telt 447.898 inwoners (2007). Het district heeft een oppervlakte van 1044,9 km².
De bevolkingsontwikkeling van het district is weergegeven in onderstaande tabel.
| 1997    | 2000    | 2007    |
| ------- | ------- | ------- |
| 441.263 | 373.034 | 447.898 |